# Грандвуд-Парк (Іллінойс)
Грандвуд-Парк (англ. Grandwood Park) — переписна місцевість (CDP) в США, в окрузі Лейк штату Іллінойс. Населення — 5297 осіб (2020).

## Географія
Грандвуд-Парк розташований за координатами 42°23′29″ пн. ш. 87°59′12″ зх. д. / 42.39139° пн. ш. 87.98667° зх. д. (42.391420, -87.986754).  За даними Бюро перепису населення США в 2010 році переписна місцевість мала площу 4,07 км², з яких 4,01 км² — суходіл та 0,06 км² — водойми.

## Демографія
Згідно з переписом 2010 року, у переписній місцевості мешкали 5202 особи в 1767 домогосподарствах у складі 1395 родин. Густота населення становила 1278 осіб/км².  Було 1830 помешкань (450/км²).
Расовий склад населення:
| - 76,5 % — білих - 11,2 % — азіатів - 5,7 % — чорних або афроамериканців - 0,1 % — корінних американців - 3,6 % — осіб інших рас |

До двох чи більше рас належало 2,8 %. Частка іспаномовних становила 10,5 % від усіх жителів.
За віковим діапазоном населення розподілялося таким чином: 30,1 % — особи молодші 18 років, 62,7 % — особи у віці 18—64 років, 7,2 % — особи у віці 65 років та старші. Медіана віку мешканця становила 37,0 року. На 100 осіб жіночої статі у переписній місцевості припадало 99,8 чоловіків;  на 100 жінок у віці від 18 років та старших — 95,7 чоловіків також старших 18 років.
Середній дохід на одне домашнє господарство  становив 112 817 доларів США (медіана — 97 125), а середній дохід на одну сім'ю — 115 977 доларів (медіана — 99 464). Медіана доходів становила 90 659 доларів для чоловіків та 61 429 доларів для жінок. За межею бідності перебувало 6,8 % осіб, у тому числі 8,0 % дітей у віці до 18 років та 3,5 % осіб у віці 65 років та старших.
Цивільне працевлаштоване населення становило 2740 осіб. Основні галузі зайнятості: виробництво — 18,9 %, освіта, охорона здоров'я та соціальна допомога — 15,8 %, роздрібна торгівля — 15,6 %.